# Felix Platter (Mediziner, 1605)

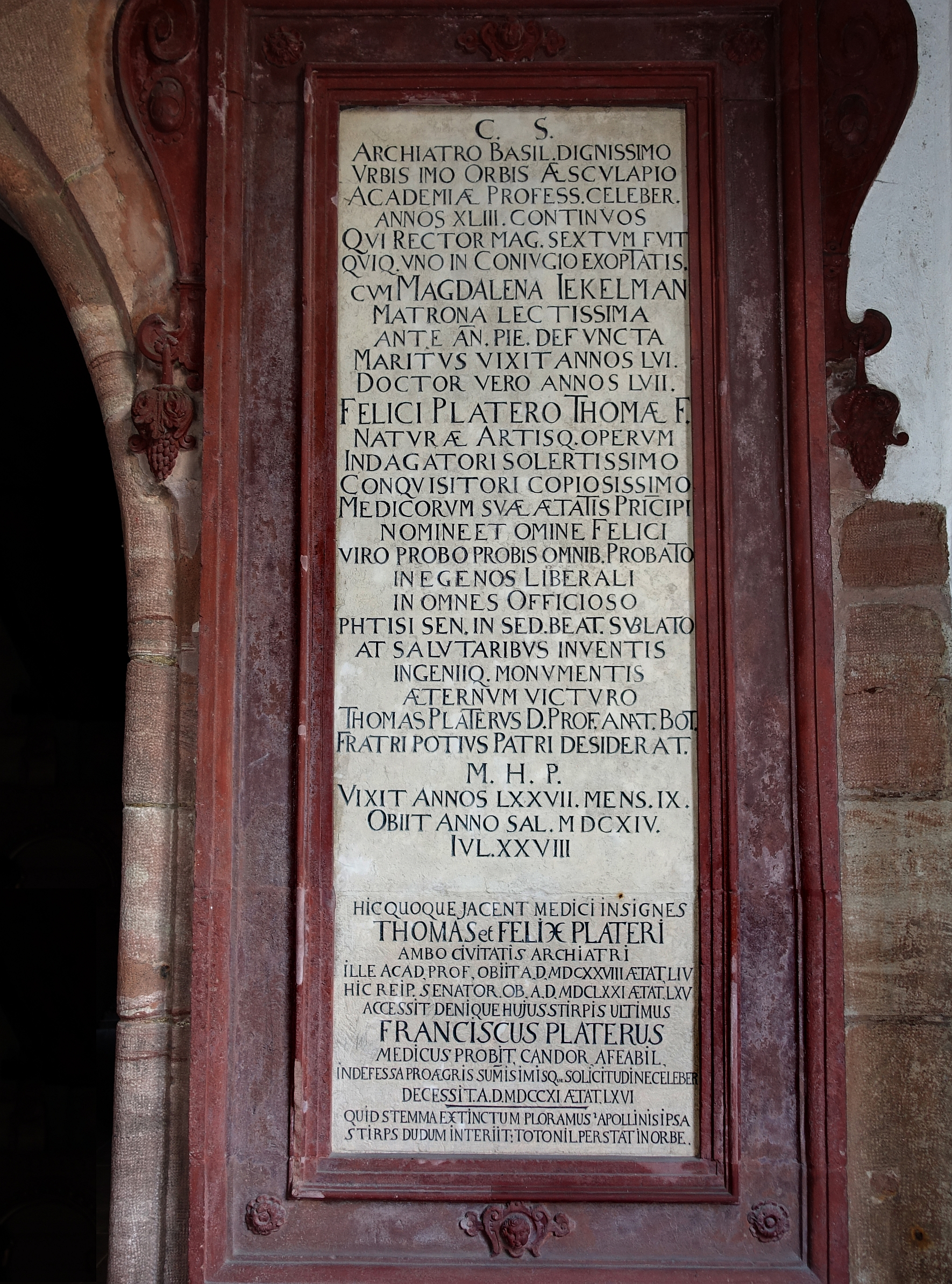
Grab im Kreuzgang des Basler Münsters

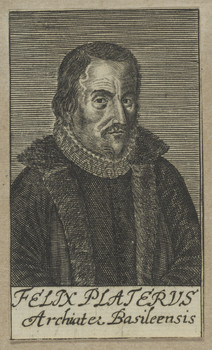
Felix Platter, Kupferstich

Felix Platter (* 1. August 1605 in Basel; † 3. Juni 1671 ebenda) war ein Schweizer Mediziner und Naturforscher.
Felix Platter ist Sohn von Thomas Platter dem Jüngeren und Neffe des Arztes Felix Platter. Er studierte an den Universitäten Basel, Montpellier, in England und in Leiden. Im Jahr 1629 wurde er in Basel zum Dr. med. promoviert und eröffnete eine Arztpraxis. Von 1651 bis 1652 war er Rektor der Universität Basel. 1651 wurde er zum Stadtarzt, 1656 zum Gerichtsherr und dann 1664 in den Stadtrat gewählt.
Neben zahlreichen Disputationsschriften ist von Platter eine Sammlung von Krankengeschichten Mantissa observationum selectiorium, 1680 von seinem Sohn Franz Platter (1645–1711) herausgegeben, überliefert.